# Victor-Bonaventure Girod de Vienney
Victor Bonaventure Girod de Vienney, baron de Lavigney, né le 10 août 1740 à Salins-les-Bains (Jura), mort le 13 mai 1808 à Paris, est un général français de la Révolution et de l’Empire.

## États de service
Il entre en service comme cornette dans le régiment de Moustier cavalerie en février 1757 et il fait les campagnes de 1757 à 1759 sur le Rhin et en Allemagne. Il sert ensuite dans l’administration militaire et il est nommé sous-lieutenant 23 mars 1792 dans le 10e régiment de cavalerie, avec lequel il fait la première campagne de Belgique.
En mars 1793, il est affecté au 19e régiment de dragons et le 26 octobre 1793, il participe à la bataille d'Entrammes entre Laval et Château-Gontier, où quoique blessé d’une balle au bras droit, il réussit à sauver le trésor de l’armée dont les Vendéens s’étaient emparés. À la suite de cette affaire, il est nommé adjoint aux adjudants-généraux à l’armée de l’Ouest et il réussit par des mesures prévoyantes, à préserver la ville de Tours et ses environs de l’incursion des bandes de Chouans. Il est suspendu comme officier noble le 6 nivôse an II ( 26 décembre 1793) et il est réintégré le 10 thermidor an II (28 juillet 1794).
Le 7 vendémiaire an III (28 septembre 1794), il est envoyé à Brest afin d’embarquer pour les Antilles. Arrivé à la Guadeloupe, il est chargé du commandement des troupes à Sainte-Lucie. Il est promu général de brigade fin fructidor an III (septembre 1795) et lors de la campagne suivante, il commande la force armée employée à la conquête de la Grenade. Il attaque la flotte anglaise à bord d’un flibustier alors que ces troupes effectuaient leur débarquement et après deux heures de combat, son bateau coule, il est fait prisonnier et conduit sur un «bateau-prison» en rade de Fort-Royal à la Martinique.
De retour en France au mois de floréal an V (mai 1797), il fournit des renseignements précieux sur l’état de la marine et présente un plan d’organisation du Sénégal, qui lui vaut les éloges de l’amiral Bruix. En l’an VII, il est chargé de la levée des conscrits dans le département de la Seine et de leur organisation en bataillons. Le 8 fructidor an VII (25 août 1799), il est confirmé dans son grade de général par le Directoire et il est désigné pour l’armée de Batavie. Il reçoit le commandement d’une colonne mobile, avec laquelle il conserve la Gueldre hollandaise aux Bataves. Au cours d’une rencontre il culbute les troupes du prince d’Orange et lui enlève ses drapeaux. 
Le 19 brumaire an VIII (10 novembre 1799), il est rappelé à La Haye par le général Brune, puis envoyé à l’armée du Rhin au mois de frimaire. En prairial an IX, à la suite du traité de Lunéville du 20 pluviôse an IX (9 février 1801), il est renvoyé dans ses foyers. 
Le 11 messidor an IX (30 juin 1801), il est nommé commandant d’arme à Nice et le 9 germinal an X (30 mars 1802), il rejoint Lyon, pour y occuper les mêmes fonctions. Il est fait chevalier de la Légion d’honneur le 19 frimaire an XII (11 décembre 1803), et officier de l’ordre le 25 prairial an XII (14 juin 1804) et le 18 messidor an XII (7 juillet 1804), il passe avec son grade à la place de Grenoble.
Il est admis à la retraite le 11 floréal an XIII (1er mai 1805).
Il est créé chevalier de l’Empire le 26 avril 1808.
Il meurt le 13 mai 1808 à Paris.
Victor-Bonaventure est le père de Louis-Philippe-Joseph Girod de Vienney, baron de Trémont.

## Armoiries
- Chevalier de l’Empire le 26 avril 1808 (lettres patentes)

- D'azur, à trois pals d'or entouré d'une guirlande de laurier de sinople ; champagne de gueules chargée de l'étoile de la Légion d'honneur en date - Livrées, jaune, bleu, et verd dans les galons seulement 

## Sources
- (en) « Generals Who Served in the French Army during the Period 1789 - 1814: Eberle to Exelmans »
- Thierry Pouliquen, « Les généraux français et étrangers ayant servis [sic] dans la Grande Armée » (consulté le 17 décembre 2013)
- « Cote LH/1151/51 », base Léonore, ministère français de la Culture
- Victor Bonaventure Girod de Vienney  sur roglo.eu
- A. Lievyns, Jean-Maurice Verdot et Pierre Bégat, Fastes de la Légion-d'honneur, biographie de tous les décorés accompagnée de l'histoire législative et réglementaire de l'ordre, tome 5, Bureau de l’administration, 1847, 575 p. (lire en ligne), p. 350.
- Docteur Robinet, Jean-François Eugène et J. Le Chapelain, Dictionnaire historique et biographique de la révolution et de l'empire, 1789-1815, volume 2, Librairie Historique de la révolution et de l’empire, 886 p. (lire en ligne), p. 55.
- (pl) « Napoléon.org.pl »
- « La noblesse d’Empire » (consulté le 17 décembre 2013)